# Elemir

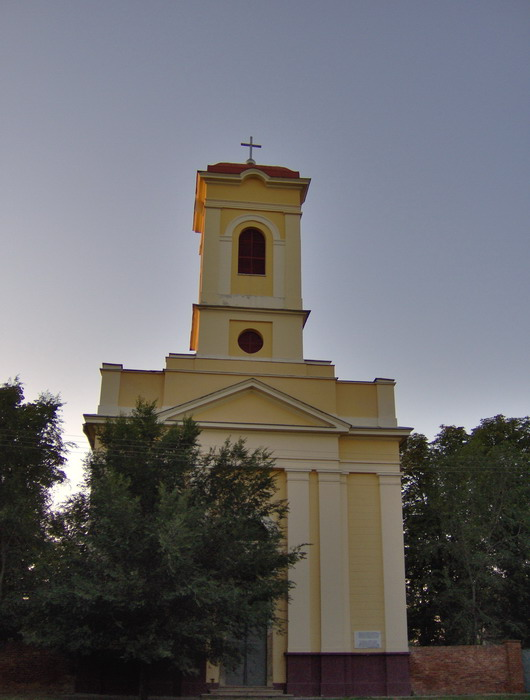
L'église catholique d'Elemir

Elemir (en serbe cyrillique : Елемир ; en hongrois : Elemér ; en allemand : Elemer ; en roumain : Elemir) est une localité de Serbie située dans la province autonome de Voïvodine et sur le territoire de la Ville de Zrenjanin, district du Banat central. Au recensement de 2011, elle comptait 4 303 habitants.
Elemir est officiellement classé parmi les villages de Serbie.

## Démographie

### Évolution historique de la population
| 1948  | 1953  | 1961  | 1971  | 1981  | 1991  | 2002  | 2011  |
| ----- | ----- | ----- | ----- | ----- | ----- | ----- | ----- |
| 4 656 | 4 757 | 4 886 | 5 001 | 4 998 | 4 724 | 4 690 | 4 303 |

|  |